# Philotoceraeus descarpentriesi
Philotoceraeus descarpentriesi là một loài bọ cánh cứng trong họ Cerambycidae.